# シラネセンキュウ
シラネセンキュウ（白根川芎、学名：Angelica polymorpha）はセリ科シシウド属の多年草。別名、スズカゼリ。

## 特徴
茎は細長く中空で、直立し、上部は分枝して、高さは80-150cmになる。葉は3-4回3出羽状複葉になり、小葉は卵形で薄く、縁の切れ込みの深さに変化が多く、葉の裏側は帯白色になる。茎につく葉は互生し、葉柄の下部は淡色で袋状にふくらむ。
花期は9-11月。茎頂か、分枝した先端に複散形花序をつける。花は白色の5弁花で、花弁は広い倒卵形で萼歯片はない。花序の下にある総苞片はほとんどなく、小花序の下にある小総苞片は細く多数ある。果実は広楕円形になり、広く薄い側翼がある。分果の背隆条は脈状になり、油管は表面側の各背溝下に1個、分果が接しあう合生面に2個ある。

## 分布と生育環境
日本では、本州、四国、九州に分布し、山地の日陰、林縁、渓流沿いなどに生育する。世界では朝鮮、中国東北部に分布する。

## 下位分類
- ホソバシラネセンキュウ Angelica polymorpha Maxim. f. lineariloba T.Yamaz.

## ギャラリー
- 大型の複散形花序
- 茎の下部の葉